# Višji štabni praporščak (Slovenska vojska)
Višji štabni praporščak je najvišji podčastniški čin v uporabi v Slovenski vojski (SV). Višji štabni praporščak je tako nadrejen štabnemu praporščaku. 
V skladu z Natovim standardom STANAG 2116  spada čin v razred OR-9 CSEL.
Višji štabni praporščak opravlja najbolj prestižne podčastniške dolžnosti v SV. Osnovna naloga višjega štabnega praporščaka je svetovanje načelniku ali poveljniku v zadevah, ki se nanašajo na podčastniški zbor ter učinkovito vodenje le tega. Zagotavlja pretok informacij o problemih vojakov in podčastnikov po podčastniški liniji. Pri vseh aktivnostih SV in ministrstva za obrambo (v nadaljevanju MORS) predstavlja vojake in podčastnike. Prav tako spremlja in svetuje pri kadrovsko statusnih postopkih za podčastnike. Samostojno sodeluje na mednarodnih vojaških posvetih. Pomembna je njegova vloga za uvajanje novih standardov znanj v SV. Skrbi za ustrezno delovanje in razvoj PČ zbora ter usmerja delo podčastnikov v podrejenih enotah.
Tipična dolžnost višjega štabnega praporščaka je Glavni podčastnik Slovenske vojske.

## Oznaka
Oznaka čina je sestavljena iz ene velike, pravokotne ploščice, na kateri se nahaja lipov list, nanjo pa so pritrjene štiri ploščice v obliki črke V.

## Zakonodaja
Višje štabne praporščake imenuje minister za obrambo Republike Slovenije na predlog načelnika Generalštaba Slovenske vojske.
Vojaška oseba lahko napreduje v čin višjega štabnega praporščaka, »če je s činom štabnega praporščaka razporejen na dolžnost, za katero se zahteva čin višjega štabnega praporščaka ter je to dolžnost opravljal najmanj eno leto s službeno oceno »odličen««.